# Frank Oz
Frank Oz, születési nevén Frank Richard Oznowicz (Hereford, 1944. május 25. –) Primetime Emmy- és háromszoros Daytime Emmy-díjas brit származású amerikai színész, bábmester, filmrendező. 
Pályája elején a Muppet Show szereplőit keltette életre bábmunka segítségével. A Csillagok háborúja filmekben ő játszotta el az ikonikussá vált idős jedit, Yoda mestert. Rendezőként több mint egy tucat filmet jegyez. Legutóbb a 2019-es Tőrbe ejtve című mozifilmben volt látható.

## Filmográfia

### Filmrendezőként
- A sötét kristály (1982) (színész is)
- Muppet-show New Yorkban (1984) (forgatókönyvíró és színész is)
- Rémségek kicsiny boltja (1986)
- A Riviéra vadorzói (1988)
- Isten nem ver Bobbal (1991)
- Jöttem, láttam, beköltöztem (1992)
- Indián a szekrényben (1995)
- A boldogító nem (1997)
- Fergeteges forgatás (1999)
- A szajré (2001)
- A stepfordi feleségek (2004)
- Halálos temetés (2007)
- Lépéselőnyben (2011)

### Színészként
- Breki és a többiek (1976-1981)
- Muppet-show (1979)
- Star Wars V. rész – A Birodalom visszavág (1980)
- Nagy Muppet rajcsúrozás (1981)
- Egy amerikai farkasember Londonban (1981)
- A sötét kristály (1982)
- Star Wars VI. rész – A jedi visszatér (1983)
- Szerepcsere (1983)
- Superman III. (1983)
- Ne edd meg a képeket! (1983)
- Muppet-show New Yorkban (1984)
- Szezám utca: A madár nyomában (1985)
- Kémek, mint mi (1985)
- Fantasztikus labirintus (1986)
- Karácsonyi Muppet-show (1987)
- Dolly (1987-1988)
- Harapós nő (1992)
- Muppeték karácsonyi éneke (1992)
- Elmo megmenti a karácsonyt (1996)
- Star Wars I. rész – Baljós árnyak (1999)
- Muppet-show az űrből (1999)
- Elmo nagy kalandja (1999)
- Elmo világa (2000)
- Szörny Rt. (2001)
- Star Wars II. rész – A klónok támadása (2002)
- Star Wars III. rész – A Sith-ek bosszúja (2005)
- Zathura – Az űrfogócska (2005)
- Star Wars: Lázadók (2014-2016)
- Agymanók (2015)
- Star Wars VIII. rész – Az utolsó jedik (2017)
- Tőrbe ejtve (2019)
- Skywalker kora (2019)
- A StoryBotok válaszolnak (2022-2023)
- Agymanók 2. (2024)